# Attica Locke
Attica Locke (Houston, 1974) es una escritora estadounidense, autora de novela policíaca y de misterio. También es una conocida guionista y productora, básicamente de televisión.

## Biografía
Sus padres, un abogado y una  ejecutiva, se divorciaron siendo Locke muy joven. Se graduó en la Northwestern University y fue miembro del Filmmakers Lab del Festival de Cinde de Sundance en 1999, donde estudió guion y dirección.
Locke vive en Los Ángeles (California), con su marido y su hija. La actriz Tembi Locke es su hermana mayor.

## Carrera
En 2009 publicó su primer libro Black Water Rising, con el que obtuvo varias candidaturas a premios como el Edgar Award a Mejor Primera Novela. Tras un par de novelas más, publicó Bluebird, Bluebird (2017), primera novela en la que sale su personaje Darren Matthews, un afroamericano miembro de los Rangers de Texas. 
Como guionista y productora, ha trabajado con productoras como Disney, Paramount, 20th Century Fox, HBO o Netflix.

## Obras
- Black Water Rising. 2009.
- The Cutting Season. 2012.
- Pleasantville. 2015.

#### SerieHighway 59
- Bluebird, Bluebird. 2017. Protagonizada por Darren Matthews.
  - Edición en castellano: Texas Blues. Alianza de Novelas.
- Heaven, My Home. 2019
- Guide Me Home. 2024

## Filmografía
- Edición anterior. 1999. Early Edition. Serie de TV, coguionista.
- Empire. 2015-17. Serie de TV, coguionista y productora.
- Así nos ven. 2019. When They See Us. Miniserie de TV, coguionista.
- Litle Fires Everywhere. 2020. Miniserie de TV, coguionista y productora.

## Premios
| Año  | Premio                             | Categoría            | Novela             | Resultado |
| ---- | ---------------------------------- | -------------------- | ------------------ | --------- |
| 2009 | Los Angeles Times Book Prize       | Misterio / Thriller  | Black Water Rising | Nominada  |
| 2010 | Women's Prize (Antes Orange Prize) | Ficción              | Black Water Rising | Nominada  |
| 2010 | Premio Barry                       | Mejor primera novela | Black Water Rising | Nominada  |
| 2010 | Premio Edgar                       | Mejor primera novela | Black Water Rising | Nominada  |
| 2013 | Ernest J. Gaines Award             | Excelencia literaria | The Cutting Season | Ganadora  |
| 2015 | Gold Dagger Award                  | Mejor novela         | Pleasantville      | Nominada  |
| 2016 | Harper Lee Prize                   | Mejor ficción legal  | Pleasantville      | Ganadora  |
| 2017 | Los Angeles Times Book Prize       | Misterio / Thriller  | Bluebird, Bluebird | Nominada  |
| 2018 | Gold Dagger Award                  | Mejor novela         | Bluebird, Bluebird | Nominada  |
| 2018 | Premio Macavity                    | Mejor novela         | Bluebird, Bluebird | Nominada  |
| 2018 | Premio Anthony                     | Mejor novela         | Bluebird, Bluebird | Ganadora  |
| 2018 | Premio Edgar                       | Mejor novela         | Bluebird, Bluebird | Ganadora  |
| 2018 | Steel Dagger Award                 | Mejor novela         | Bluebird, Bluebird | Ganadora  |
| 2019 | Los Angeles Times Book Prize       | Misterio / Thriller  | Heaven, My Home    | Nominada  |
| 2020 | Staunch Book Prize                 | Mejor novela         | Heaven, My Home    | Ganadora  |
| 2020 | Left Coast Prize                   | Mejor novela         | Heaven, My Home    | Nominada  |